# Кэрнс, Дэвид Чарльз, 5-й граф Кэрнс
Контр-адмирал Дэвид Чарльз Кэрнс, 5-й граф Кэрнс (англ. David Charles Cairns, 5th Earl Cairns; 3 июля 1909 — 21 марта 1989) — британский пэр, маршал дипломатического корпуса королевского двора Великобритании с 1962 по 1971 год. Он носил титул учтивости — виконт Гармойл с 1942 по 1946 год.

## Ранняя жизнь
Родился 3 июля 1909 года. Второй сын Уилфреда Кэрнса, 4-го графа Кэрнса (1865—1946), и Олив Кобболд (? — 1952). Его старший брат, бригадир Хью Кэрнс, виконт Гармойл (1907—1942), умер неженатым в возрасте 35 лет в 1942 году в Эль-Аламейне, Египет, от ран, полученных в бою. Среди его сестер были леди Эстер (вышедшая замуж за Роберта Борна), леди Урсула (вышедшая замуж за Джона Роланда Эбби), леди Шейла (вышедшая замуж за майора Чарльза Холроя) и леди Кэтрин (которая была старшим командиром вспомогательной территориальной службы).
Его дедом по материнской линии был Джон Паттесон Кобболд (1831—1875), член парламента от Ипсвича. Его бабушкой и дедушкой по отцовской линии были Хью Кэрнс, 1-й граф Кэрнс (1819—1885), британский государственный деятель, который занимал пост лорда-канцлера во время первых двух министерств Бенджамина Дизраэли, и Мэри Гарриет Макнил.

## Карьера
Дэвид Чарльз Кэрнс вступил в Королевский флот в 1923 году и получил звание лейтенанта в 1931 году. Он участвовал во Второй мировой войне и стал 5-м графом Кэрнсом в 1946 году, затем 30 июня 1949 года получил звание капитана , прежде чем стать заместителем директора Департамента связи Адмиралтейства в 1950 году. В 1956 году он был командиром крейсера HMS Superb. После повышения до контр-адмирала 7 июля 1958 года он был назначен президентом Королевского военно-морского колледжа в Гринвиче в 1958 году, а затем вышел на пенсию в 1961 году.

## Дальнейшая жизнь
Выйдя на пенсию, Кэрнс был маршалом дипломатического корпуса при Королевском дворе Великобритании с 1962 по 1971 год. Он также был ливреем Благочестивой компании торговцев рыбой лондонского Сити, дослужившись до должности руководителя компании Главный смотритель в 1972—1973 годах и в течение многих лет был председателем руководящего совета школы Грешема. В 1973 году он служил заместителем лейтенанта Саффолка.

## Личная жизнь
16 апреля 1936 года Дэвид Кэрнс женился на Барбаре Джин Харриссон Берджесс (1917 — 12 мая 2000), дочери Сиднея Харриссона Берджесса. Вместе они были родителями:
- Саймон Даллас Кэрнс, 6-й граф Кэрнс (род. 27 мая 1939), женившийся на Аманде Мэри Хиткоут-Эмори (внучке майора Людовика Хиткоут-Эмори)[3].
- Достопочтенный Хью Эндрю Дэвид Кэрнс (род. 27 августа 1942), женившийся на Элизабет Белл, дочери подполковника Фрэнсиса Сесила Леонарда «Билла» Белла[3].
- Леди Элизабет Олив Кэрнс (12 июля 1944 — 13 октября 1998), вышедшая замуж за капитана Мартина Ральфа Лоу, сына майора Ральфа Мэйсона Лоу[3].

Лорд Кэрнс умер 21 марта 1989 года. После его смерти в 1989 году ему наследовал его старший сын Саймон.